# Salvatore Licitra
Salvatore Licitra (Berna, 10 de agosto de 1968 - Catânia, 5 de setembro de 2011) foi um tenor italiano.
Nascido na Suíça, foi criado em Milão, pois seu pais eram sicilianos. Salvatore Licitra era considerado o sucessor de Luciano Pavarotti, mas sua carreira foi interrompida em virtude de uma acidente em 27 de agosto de 2011 e devido aos ferimentos, faleceu em 5 de setembro de 2011.